# You Better Sit Down Kids
You Better Sit Down Kids è un singolo della cantante e attrice statunitense Cher, pubblicato nel 1967 ed estratto dall'album With Love, Chér.
Il brano è stato scritto e prodotto da Sonny Bono.

## Tracce
Vinile (versione standard)
1. You Better Sit Down Kids
2. Mama (When My Dollies Have Babies)

Vinile (versione alternativa)
1. You Better Sit Down Kids
2. Elusive Butterfly

## Classifiche
| Classifica (1967) | Posizione raggiunta |
| ----------------- | ------------------- |
| Stati Uniti       | 9                   |